# Klasa okręgowa (2022/2023)/Województwa świętokrzyskie, warmińsko-mazurskie, wielkopolskie i zachodniopomorskie

## Województwo świętokrzyskie

### Grupa świętokrzyska

#### Drużyny
| Uczestnicy poprzedniej edycji                                                                                 | Uczestnicy poprzedniej edycji | Uczestnicy poprzedniej edycji | Uczestnicy poprzedniej edycji |
| --- | ----------------------------- | ----------------------------- | ----------------------------- |
| ĆMI | Gród Ćmińsk                   | 4                             |                               |
| WŁO | Hetman Włoszczowa             | 5                             |                               |
| JĘD | Naprzód Jędrzejów             | 6                             |                               |
| SĘD | Unia Sędziszów                | 7                             |                               |
| ŚWI | Świt Ćmielów                  | 8                             |                               |
| MGÓ | Wicher Miedziana Góra         | 9                             |                               |
| CHM | Zenit Chmielnik               | 10                            |                               |
| OPA | OKS Opatów                    | 11                            |                               |
| PIA | Piaskowianka Piaski           | 12                            |                               |
| STO | Piast Stopnica                | 13                            |                               |
| BUC | Bucovia Bukowa                | 14                            |                               |
| DWI | Sparta Dwikozy                | 15                            |                               |
| Spadek z IV ligi 2021/2022                                                                                    |                               |                               |                               |
| grupa świętokrzyska                                                                                           |                               |                               |                               |
| ŁYS | Łysica Bodzentyn              | 17                            |                               |
| Awans z klasy A 2021/2022                                                                                     |                               |                               |                               |
| grupa Kielce I                                                                                                |                               |                               |                               |
| PLB | Polonia Białogon              | 1                             |                               |
| grupa Kielce II                                                                                               |                               |                               |                               |
| VSK | Victoria Skalbmierz           | 1                             |                               |
| grupa Sandomierz                                                                                              |                               |                               |                               |
| PAW | Arka Pawłów                   | 1                             |                               |
| Oznaczenia: - kolumna pierwsza – skróty nazw drużyn, - kolumna trzecia – miejsce zajęte w poprzednim sezonie. |                               |                               |                               |

#### Tabela
| Lp. | Drużyna                  | M  | Z  | R | P  | Bramki | Bramki | Różn. | Pkt | Uwagi                       | Bezpośrednio                |
| --- | ------------------------ | -- | -- | - | -- | ------ | ------ | ----- | --- | --------------------------- | --------------------------- |
| 1   | Łysica Bodzentyn (M) (A) | 30 | 20 | 5 | 5  | 76     | 38     | +38   | 65  | Awans do IV ligi            |                             |
| 2   | Hetman Włoszczowa (A)    | 30 | 17 | 9 | 4  | 65     | 29     | +36   | 60  | Awans do IV ligi            | WŁO – PAW 0:0 PAW – WŁO 2:2 |
| 3   | Arka Pawłów (A)          | 30 | 17 | 9 | 4  | 64     | 29     | +35   | 60  | Awans do IV ligi            | WŁO – PAW 0:0 PAW – WŁO 2:2 |
| 4   | Naprzód Jędrzejów        | 30 | 18 | 5 | 7  | 68     | 45     | +23   | 59  |                             |                             |
| 5   | Piaskowianka Piaski      | 30 | 17 | 6 | 7  | 66     | 45     | +21   | 57  |                             |                             |
| 6   | Gród Ćmińsk              | 30 | 15 | 6 | 9  | 62     | 39     | +23   | 51  |                             |                             |
| 7   | Unia Sędziszów           | 30 | 12 | 9 | 9  | 64     | 49     | +15   | 45  | SĘD – ŚWI 3:1 ŚWI – SĘD 3:1 |                             |
| 8   | Świt Ćmielów             | 30 | 13 | 6 | 11 | 45     | 50     | −5    | 45  | SĘD – ŚWI 3:1 ŚWI – SĘD 3:1 |                             |
| 9   | Wicher Miedziana Góra    | 30 | 13 | 4 | 13 | 54     | 54     | 0     | 43  |                             |                             |
| 10  | Sparta Dwikozy           | 30 | 10 | 6 | 14 | 45     | 58     | −13   | 36  |                             |                             |
| 11  | Victoria Skalbmierz      | 30 | 8  | 7 | 15 | 40     | 58     | −18   | 31  |                             |                             |
| 12  | Zenit Chmielnik (S)      | 30 | 8  | 6 | 16 | 32     | 58     | −26   | 30  | Spadek do klasy A           |                             |
| 13  | OKS Opatów (S)           | 30 | 7  | 7 | 16 | 35     | 46     | −11   | 28  | Spadek do klasy A           |                             |
| 14  | Polonia Białogon (S)     | 30 | 6  | 9 | 15 | 38     | 51     | −13   | 27  | Spadek do klasy A           |                             |
| 15  | Piast Stopnica (S)       | 30 | 4  | 6 | 20 | 16     | 67     | −51   | 18  | Spadek do klasy A           |                             |
| 16  | Bucovia Bukowa (S)       | 30 | 4  | 2 | 24 | 42     | 96     | −54   | 14  | Spadek do klasy A           |                             |

## Województwo warmińsko-mazurskie

### Grupa warmińsko-mazurska I

#### Drużyny
| Uczestnicy poprzedniej edycji                                                                                 | Uczestnicy poprzedniej edycji | Uczestnicy poprzedniej edycji | Uczestnicy poprzedniej edycji |
| --- | ----------------------------- | ----------------------------- | ----------------------------- |
| grupa warmińsko-mazurska I                                                                                    |                               |                               |                               |
| ŚNO | Śniardwy Orzysz               | 3                             |                               |
| ŻPI | Żagiel Piecki                 | 4                             |                               |
| R03 | Rona 03 Ełk                   | 5                             |                               |
| VĘG | Vęgoria Węgorzewo             | 6                             |                               |
| VIC | Victoria Bartoszyce           | 7                             |                               |
| WWI | Wilczek Wilkowo               | 8                             |                               |
| MJE | MKS Jeziorany                 | 10                            |                               |
| RES | Orlęta Reszel                 | 11                            |                               |
| CZO | Czarni Olecko                 | 122                           |                               |
| ŁYN | Łyna Sępopol                  | 133                           |                               |
| grupa warmińsko-mazurska II                                                                                   |                               |                               |                               |
| WOL | Warmia Olsztyn                | 10                            |                               |
| Spadek z IV ligi 2021/2022                                                                                    |                               |                               |                               |
| grupa warmińsko-mazurska                                                                                      |                               |                               |                               |
| BPS | Błękitni Pasym                | 111                           |                               |
| KOR | MKS Korsze                    | 15                            |                               |
| EŁK | Mazur Ełk                     | 16                            |                               |
| Awans z klasy A 2021/2022                                                                                     |                               |                               |                               |
| grupa warmińsko-mazurska I                                                                                    |                               |                               |                               |
| MAZ | Mazur Pisz                    | 1                             |                               |
| grupa warmińsko-mazurska III                                                                                  |                               |                               |                               |
| RÓŻ | LKS Różnowo                   | 1                             |                               |
| Oznaczenia: - kolumna pierwsza – skróty nazw drużyn, - kolumna trzecia – miejsce zajęte w poprzednim sezonie. |                               |                               |                               |

Objaśnienia:
1. Błękitni Pasym przegrał baraże o utrzymanie w IV lidze z Romintą Gołdap.
2. Czarni Olecko wygrał baraże o utrzymanie w klasie okręgowej z Błękitnymi Stary Olsztyn.
3. Łyna Sępopol wygrał baraże o utrzymanie w klasie okręgowej z Kłobukiem Mikołajki.

#### Tabela
| Lp. | Drużyna                 | M  | Z  | R | P  | Bramki | Bramki | Różn. | Pkt | Uwagi                       | Bezpośrednio                |
| --- | ----------------------- | -- | -- | - | -- | ------ | ------ | ----- | --- | --------------------------- | --------------------------- |
| 1   | Mazur Ełk (M) (A)       | 30 | 24 | 3 | 3  | 106    | 27     | +79   | 75  | Awans do IV ligi            |                             |
| 2   | Victoria Bartoszyce (B) | 30 | 21 | 2 | 7  | 82     | 27     | +55   | 65  | Baraże o awans do IV ligi   |                             |
| 3   | Vęgoria Węgorzewo       | 30 | 19 | 6 | 5  | 71     | 41     | +30   | 63  |                             |                             |
| 4   | MKS Korsze              | 30 | 17 | 6 | 7  | 81     | 46     | +35   | 57  |                             |                             |
| 5   | Błękitni Pasym          | 30 | 16 | 6 | 8  | 61     | 42     | +19   | 54  |                             |                             |
| 6   | Orlęta Reszel           | 30 | 14 | 6 | 10 | 53     | 58     | −5    | 48  |                             |                             |
| 7   | Wilczek Wilkowo         | 30 | 15 | 1 | 14 | 62     | 75     | −13   | 46  |                             |                             |
| 8   | MKS Jeziorany           | 30 | 13 | 6 | 11 | 67     | 50     | +17   | 45  |                             |                             |
| 9   | Warmia Olsztyn          | 30 | 11 | 4 | 15 | 65     | 65     | 0     | 37  | WOL – CZO 5:1 CZO – WOL 1:0 |                             |
| 10  | Czarni Olecko           | 30 | 11 | 4 | 15 | 49     | 58     | −9    | 37  | WOL – CZO 5:1 CZO – WOL 1:0 |                             |
| 11  | Śniardwy Orzysz         | 30 | 9  | 5 | 16 | 51     | 83     | −32   | 32  |                             |                             |
| 12  | Łyna Sępopol (B)        | 30 | 8  | 5 | 17 | 47     | 80     | −33   | 29  | Baraże o utrzymanie         |                             |
| 13  | Żagiel Piecki (B)       | 30 | 8  | 4 | 18 | 42     | 79     | −37   | 28  | Baraże o utrzymanie         |                             |
| 14  | Rona 03 Ełk (B)         | 30 | 6  | 6 | 18 | 37     | 66     | −29   | 24  | Baraże o utrzymanie         |                             |
| 15  | LKS Różnowo (S)         | 30 | 6  | 4 | 20 | 32     | 73     | −41   | 22  | Spadek do klasy A           | RÓŻ – MAZ 0:0 MAZ – RÓŻ 0:2 |
| 16  | Mazur Pisz (S)          | 30 | 6  | 4 | 20 | 42     | 78     | −36   | 22  | Spadek do klasy A           | RÓŻ – MAZ 0:0 MAZ – RÓŻ 0:2 |

### Grupa warmińsko-mazurska II

#### Drużyny
| Uczestnicy poprzedniej edycji                                                                                 | Uczestnicy poprzedniej edycji | Uczestnicy poprzedniej edycji | Uczestnicy poprzedniej edycji |
| --- | ----------------------------- | ----------------------------- | ----------------------------- |
| grupa warmińsko-mazurska II                                                                                   |                               |                               |                               |
| PAS | Polonia Pasłęk                | 21                            |                               |
| SUS | Unia Susz                     | 3                             |                               |
| PTU | Płomień Turznica              | 4                             |                               |
| RYB | GSZS Rybno                    | 5                             |                               |
| OBP | Ossa Biskupiec Pomorski       | 6                             |                               |
| STN | Start Nidzica                 | 7                             |                               |
| RRA | Radomniak Radomno             | 8                             |                               |
| CZA | Czarni Rudzienice             | 9                             |                               |
| DRW | Drwęca Nowe Miasto Lubawskie  | 11                            |                               |
| KZW | Kormoran Zwierzewo            | 132                           |                               |
| grupa warmińsko-mazurska I                                                                                    |                               |                               |                               |
| NAK | Naki Olsztyn                  | 9                             |                               |
| Spadek z IV ligi 2021/2022                                                                                    |                               |                               |                               |
| grupa warmińsko-mazurska                                                                                      |                               |                               |                               |
| ORN | Błękitni Orneta               | 13                            |                               |
| ZAT | Zatoka Braniewo               | 14                            |                               |
| Awans z klasy A 2021/2022                                                                                     |                               |                               |                               |
| grupa warmińsko-mazurska II                                                                                   |                               |                               |                               |
| BAT | Barkas Tolkmicko              | 1                             |                               |
| grupa warmińsko-mazurska IV                                                                                   |                               |                               |                               |
| INA | Iskra Narzym                  | 1                             |                               |
| CON | Constract Lubawa              | 23                            |                               |
| Oznaczenia: - kolumna pierwsza – skróty nazw drużyn, - kolumna trzecia – miejsce zajęte w poprzednim sezonie. |                               |                               |                               |

Objaśnienia:
1. Polonia Pasłęk przegrała baraże o awans do IV ligi z Polonią Iłowo.
2. Kormoran Zwierzewo wygrał baraże o utrzymanie w klasie okręgowej z Agatem Jegłownik.
3. Constrakt Lubawa wygrał baraże o awans do klasy okręgowej z Tęczą Miłomłyn.

#### Tabela
| Lp. | Drużyna                      | M  | Z  | R  | P  | Bramki | Bramki | Różn. | Pkt | Uwagi                                         | Bezpośrednio                |
| --- | ---------------------------- | -- | -- | -- | -- | ------ | ------ | ----- | --- | --------------------------------------------- | --------------------------- |
| 1   | Constract Lubawa (M) (A)     | 30 | 19 | 5  | 6  | 93     | 48     | +45   | 62  | Awans do IV ligi                              | CON – ZAT 3:0 ZAT – CON 1:1 |
| 2   | Zatoka Braniewo (B)          | 30 | 19 | 5  | 6  | 88     | 32     | +56   | 62  | Baraże o awans do IV ligi                     | CON – ZAT 3:0 ZAT – CON 1:1 |
| 3   | Start Nidzica                | 30 | 16 | 7  | 7  | 93     | 43     | +50   | 55  |                                               |                             |
| 4   | Polonia Pasłęk               | 30 | 15 | 4  | 11 | 79     | 61     | +18   | 49  |                                               |                             |
| 5   | Iskra Narzym                 | 30 | 14 | 6  | 10 | 62     | 57     | +5    | 48  |                                               |                             |
| 6   | Drwęca Nowe Miasto Lubawskie | 30 | 15 | 2  | 13 | 57     | 73     | −16   | 47  |                                               |                             |
| 7   | Naki Olsztyn                 | 30 | 15 | 1  | 14 | 94     | 75     | +19   | 46  | Przeniesienie do grupy warmińsko-mazurskiej I |                             |
| 8   | Unia Susz                    | 30 | 12 | 7  | 11 | 64     | 80     | −16   | 43  |                                               |                             |
| 9   | Czarni Rudzienice            | 30 | 12 | 6  | 12 | 61     | 71     | −10   | 42  | CZA – OBP 1:1 OBP – CZA 1:4                   |                             |
| 10  | Ossa Biskupiec Pomorski      | 30 | 11 | 9  | 10 | 57     | 53     | +4    | 42  | CZA – OBP 1:1 OBP – CZA 1:4                   |                             |
| 11  | Płomień Turznica             | 30 | 11 | 5  | 14 | 70     | 66     | +4    | 38  |                                               |                             |
| 12  | Barkas Tolkmicko1 (B)        | 30 | 11 | 4  | 15 | 50     | 59     | −9    | 37  | Baraże o utrzymanie Drużyna wycofana          |                             |
| 13  | GSZS Rybno1 (B)              | 30 | 9  | 5  | 16 | 51     | 87     | −36   | 32  | Baraże o utrzymanie                           |                             |
| 14  | Kormoran Zwierzewo (B)       | 30 | 7  | 10 | 13 | 58     | 82     | −24   | 31  | Baraże o utrzymanie                           |                             |
| 15  | Błękitni Orneta (S)          | 30 | 9  | 3  | 18 | 60     | 78     | −18   | 30  | Spadek do klasy A                             |                             |
| 16  | Radomniak Radomno (S)        | 30 | 4  | 3  | 23 | 44     | 116    | −72   | 15  | Spadek do klasy A                             |                             |

### Baraże o awans do IV ligi
W barażach o awans do IV ligi brały udział drużyny z miejsc 12-13 z IV ligi, gr. warmińsko-mazurskiej oraz wicemistrzowie obu grup warmińsko-mazurskich klasy okręgowej. Zwycięzcy baraży uzyskiwali możliwość gry w IV lidze w następnym sezonie. 
| 24 czerwca 2023 17:00 | Motor Lubawa · ?'? | 1:1(?:?) | Zatoka Braniewo · ?'? |  |
|                       |                    |          |                       |  |

| 28 czerwca 2023 17:00 | Zatoka Braniewo · ?'? | 1:2 (p.d.)(?:?) | Motor Lubawa · ?'? · ?'? |  |
|                       |                       |                 |                          |  |

Zwycięzca: Motor Lubawa
| 25 czerwca 2023 17:00 | Polonia Iłowo · ?'? · ?'? · ?'? · ?'? · ?'? · ?'? | 6:0(?:0) | Victoria Bartoszyce |  |
|                       |                                                   |          |                     |  |

| 28 czerwca 2023 17:00 | Victoria Bartoszyce · ?'? | 1:4(?:?) | Polonia Iłowo · ?'? · ?'? · ?'? · ?'? |  |
|                       |                           |          |                                       |  |

Zwycięzca: Polonia Iłowo

### Baraże o utrzymanie w klasie okręgowej
W barażach o udział w klasie okręgowej grały drużyny z miejsc 12-14 obu klas okręgowych oraz wicemistrzowie 4 grup klasy A w woj. warmińsko-mazurskim. W I fazie grają ze sobą drużyny z miejsc 12. obu klas okręgowych (zwycięzca utrzymuje się w lidze, przegrany gra w II fazie) oraz 14. (zwycięzca gra w II fazie, przegrany spada do klasy A). Następnie w II fazie grają pozostałe drużyny, gdzie zwycięzcy uzyskują prawo gry w klasie okręgowej w następnym sezonie.

#### I faza
| 21 czerwca 2023 17:00 | Barkas Tolkmicko · ?'? · ?'? | 2:0(?:0) | Łyna Sępopol |  |
|                       |                              |          |              |  |

Barkas Tolkmicko utrzymał się w klasie okręgowej, Łyna Sępopol grał w II fazie.
| 21 czerwca 2023 17:00 | Kormoran Zwierzewo · ?'? · ?'? · ?'? | 3:2(?:?) | Rona 03 Ełk · ?'? · ?'? |  |
|                       |                                      |          |                         |  |

Kormoran Zwierzewo grał w II fazie, Rona 03 Ełk spadła do klasy A.

#### II faza
| 24 czerwca 2023 17:00 | Łyna Sępopol · ?'? · ?'? · ?'? · ?'? · ?'? · ?'? | 6:3(?:?) | Kłobuk Mikołajki · ?'? · ?'? · ?'? |  |
|                       |                                                  |          |                                    |  |

| 28 czerwca 2023 18:00 | Kłobuk Mikołajki · ?'? · ?'? · ?'? | 3:6(?:?) | Łyna Sępopol · ?'? · ?'? · ?'? · ?'? · ?'? · ?'? |  |
|                       |                                    |          |                                                  |  |

Zwycięzca: Łyna Sępopol
| 24 czerwca 2023 17:00 | Żagiel Piecki | 0:0(0:0) | Gwardia Szczytno |  |
|                       |               |          |                  |  |

| 28 czerwca 2023 17:00 | Gwardia Szczytno · ?'? · ?'? | 2:0(?:0) | Żagiel Piecki |  |
|                       |                              |          |               |  |

Zwycięzca: Gwardia Szczytno
| 24 czerwca 2023 17:00 | GSZS Rybno · ?'? | 1:1(?:?) | Wałsza Pieniężno · ?'? |  |
|                       |                  |          |                        |  |

| 28 czerwca 2023 17:00 | Wałsza Pieniężno · ?'? · ?'? · ?'? · ?'? · ?'? · ?'? · ?'? | 7:1(?:?) | GSZS Rybno · ?'? |  |
|                       |                                                            |          |                  |  |

Zwycięzca: Wałsza Pieniężno
| 21 czerwca 2023 18:00 | Kormoran Zwierzewo · ?'? · ?'? · ?'? | 3:2(?:?) | Orzeł Janowiec Kościelny · ?'? · ?'? |  |
|                       |                                      |          |                                      |  |

| 28 czerwca 2023 17:00 | Orzeł Janowiec Kościelny | 0:3 (w.o.) | Kormoran Zwierzewo |  |
|                       |                          |            |                    |  |

Zwycięzca: Kormoran Zwierzewo

## Województwo wielkopolskie

### Grupa wielkopolska I

#### Drużyny
| Uczestnicy poprzedniej edycji                                                                                 | Uczestnicy poprzedniej edycji | Uczestnicy poprzedniej edycji | Uczestnicy poprzedniej edycji |
| --- | ----------------------------- | ----------------------------- | ----------------------------- |
| grupa wielkopolska I                                                                                          |                               |                               |                               |
| ZŁO | Sparta Złotów                 | 3                             |                               |
| KPP | KP Piła                       | 4                             |                               |
| UWA | Unia Wapno                    | 5                             |                               |
| PJA | Polonia Jastrowie             | 6                             |                               |
| ISK | Iskra Krajenka                | 7                             |                               |
| RLU | Radwan Lubasz                 | 8                             |                               |
| WYS | GLKS Wysoka                   | 9                             |                               |
| DRA | Drawa Krzyż Wielkopolski      | 101                           |                               |
| NRO | Noteć Rosko                   | 11                            |                               |
| DAM | Sokół Damasławek              | 12                            |                               |
| NDZ | Noteć Dziembowo               | 13                            |                               |
| grupa wielkopolska III                                                                                        |                               |                               |                               |
| LEK | Lechita Kłecko                | 10                            |                               |
| Awans z klasy A 2021/2022                                                                                     |                               |                               |                               |
| grupa wielkopolska I                                                                                          |                               |                               |                               |
| TAR | Tarnovia Tarnówka             | 1                             |                               |
| BBR | Błyskawica Bronisławki        | 2                             |                               |
| grupa wielkopolska II                                                                                         |                               |                               |                               |
| RNV | Rożnovia Rożnowo              | 1                             |                               |
| SMI | Sokół Mieścisko               | 2                             |                               |
| Oznaczenia: - kolumna pierwsza – skróty nazw drużyn, - kolumna trzecia – miejsce zajęte w poprzednim sezonie. |                               |                               |                               |

Objaśnienia:
1. Drawa Krzyż Wielkopolski wycofała się z rozgrywek po 1. kolejce.

#### Tabela
| Lp. | Drużyna                    | M  | Z  | R  | P  | Bramki | Bramki | Różn. | Pkt | Uwagi                                    | Bezpośrednio                |
| --- | -------------------------- | -- | -- | -- | -- | ------ | ------ | ----- | --- | ---------------------------------------- | --------------------------- |
| 1   | Polonia Jastrowie (M) (A)  | 28 | 16 | 9  | 3  | 76     | 32     | +44   | 57  | Awans do V ligi                          | PJA – KPP 2:1 KPP – PJA 1:1 |
| 2   | KP Piła (B)                | 28 | 17 | 6  | 5  | 66     | 31     | +35   | 57  | Baraże o awans do V ligi                 | PJA – KPP 2:1 KPP – PJA 1:1 |
| 3   | Iskra Krajenka             | 28 | 16 | 1  | 11 | 50     | 42     | +8    | 49  |                                          | ISK – ZŁO 4:1 ZŁO – ISK 1:0 |
| 4   | Sparta Złotów              | 28 | 14 | 7  | 7  | 73     | 38     | +35   | 49  |                                          | ISK – ZŁO 4:1 ZŁO – ISK 1:0 |
| 5   | Lechita Kłecko             | 28 | 12 | 6  | 10 | 60     | 58     | +2    | 42  | Przeniesienie do grupy wielkopolskiej II |                             |
| 6   | Noteć Dziembowo            | 28 | 10 | 11 | 7  | 54     | 50     | +4    | 41  |                                          |                             |
| 7   | GLKS Wysoka                | 28 | 11 | 7  | 10 | 69     | 56     | +13   | 40  |                                          |                             |
| 8   | Noteć Rosko                | 28 | 12 | 3  | 13 | 60     | 63     | −3    | 39  |                                          |                             |
| 9   | Unia Wapno                 | 28 | 10 | 7  | 11 | 63     | 63     | 0     | 37  |                                          |                             |
| 10  | Sokół Damasławek           | 28 | 10 | 5  | 13 | 52     | 78     | −26   | 35  | DAM – TAR 2:0 TAR – DAM 1:2              |                             |
| 11  | Tarnovia Tarnówka          | 28 | 11 | 2  | 15 | 62     | 64     | −2    | 35  | DAM – TAR 2:0 TAR – DAM 1:2              |                             |
| 12  | Radwan Lubasz              | 28 | 9  | 7  | 12 | 59     | 59     | 0     | 34  | RLU – RNV 5:2 RNV – RLU 2:2              |                             |
| 13  | Rożnovia Rożnowo           | 28 | 9  | 7  | 12 | 57     | 58     | −1    | 34  | RLU – RNV 5:2 RNV – RLU 2:2              |                             |
| 14  | Sokół Mieścisko            | 28 | 10 | 3  | 15 | 52     | 63     | −11   | 33  |                                          |                             |
| 15  | Błyskawica Bronisławki (S) | 28 | 2  | 1  | 25 | 24     | 122    | −98   | 7   | Spadek do klasy A                        |                             |
| -   | Drawa Krzyż Wielkopolski1  | 0  | 0  | 0  | 0  | 0      | 0      | 0     | 0   | Drużyna wycofana                         |                             |

### Grupa wielkopolska II

#### Drużyny
| Uczestnicy poprzedniej edycji                                                                                 | Uczestnicy poprzedniej edycji | Uczestnicy poprzedniej edycji | Uczestnicy poprzedniej edycji |
| --- | ----------------------------- | ----------------------------- | ----------------------------- |
| KŁG | Kłos Gałowo                   | 3                             |                               |
| LOT | LZS Otorowo                   | 4                             |                               |
| KBU | Korona Bukowiec               | 5                             |                               |
| NNI | NKS Niepruszewo               | 6                             |                               |
| PAT | Patria Buk                    | 7                             |                               |
| HMI | Huragan Michorzewo            | 8                             |                               |
| OGR | Orzeł Granowo                 | 10                            |                               |
| SKÓ | Canarinhos Skórzewo           | 11                            |                               |
| PLT | Polonia Nowy Tomyśl           | 121                           |                               |
| Spadek z V ligi 2021/2022                                                                                     |                               |                               |                               |
| grupa wielkopolska I                                                                                          |                               |                               |                               |
| SZA | Sparta Szamotuły              | 16                            |                               |
| grupa wielkopolska II                                                                                         |                               |                               |                               |
| ORK | Orkan Konarzewo               | 15                            |                               |
| STE | Stella Luboń                  | 16                            |                               |
| Awans z klasy A 2021/2022                                                                                     |                               |                               |                               |
| grupa wielkopolska III                                                                                        |                               |                               |                               |
| TP2 | Tarnovia II Tarnowo Podgórne  | 1                             |                               |
| ZZŁ | Złoci Złotkowo                | 2                             |                               |
| grupa wielkopolska IV                                                                                         |                               |                               |                               |
| SZJ | Szturm Junikowo               | 1                             |                               |
| grupa wielkopolska VI                                                                                         |                               |                               |                               |
| OZB | Obra Zbąszyń                  | 2                             |                               |
| Oznaczenia: - kolumna pierwsza – skróty nazw drużyn, - kolumna trzecia – miejsce zajęte w poprzednim sezonie. |                               |                               |                               |

Objaśnienia:
1. Polonia Nowy Tomyśl wycofała się z rozgrywek po 16. kolejce.

#### Tabela
| Lp. | Drużyna                      | M  | Z  | R | P  | Bramki | Bramki | Różn. | Pkt | Uwagi                                     | Bezpośrednio                |
| --- | ---------------------------- | -- | -- | - | -- | ------ | ------ | ----- | --- | ----------------------------------------- | --------------------------- |
| 1   | Szturm Junikowo2 (M)         | 30 | 25 | 4 | 1  | 150    | 16     | +134  | 79  | Drużyna wycofana                          |                             |
| 2   | Sparta Szamotuły2 (B)        | 30 | 25 | 2 | 3  | 106    | 21     | +85   | 77  | Baraże o awans do V ligi Awans do V ligi  |                             |
| 3   | Kłos Gałowo                  | 30 | 19 | 5 | 6  | 76     | 34     | +42   | 62  |                                           |                             |
| 4   | LZS Otorowo                  | 30 | 16 | 7 | 7  | 81     | 65     | +16   | 55  |                                           |                             |
| 5   | Korona Bukowiec              | 30 | 15 | 3 | 12 | 55     | 60     | −5    | 48  | Przeniesienie do grupy wielkopolskiej III |                             |
| 6   | Patria Buk                   | 30 | 14 | 5 | 11 | 67     | 57     | +10   | 47  | Przeniesienie do grupy wielkopolskiej III |                             |
| 7   | Tarnovia II Tarnowo Podgórne | 30 | 13 | 5 | 12 | 62     | 59     | +3    | 44  |                                           |                             |
| 8   | NKS Niepruszewo              | 30 | 13 | 4 | 13 | 68     | 62     | +6    | 43  |                                           |                             |
| 9   | Stella Luboń                 | 30 | 11 | 5 | 14 | 53     | 65     | −12   | 38  | Przeniesienie do grupy wielkopolskiej III |                             |
| 10  | Orzeł Granowo                | 30 | 10 | 5 | 15 | 52     | 73     | −21   | 35  | Przeniesienie do grupy wielkopolskiej III |                             |
| 11  | Złoci Złotkowo               | 30 | 9  | 7 | 14 | 45     | 65     | −20   | 34  |                                           |                             |
| 12  | Canarinhos Skórzewo          | 30 | 9  | 4 | 17 | 47     | 75     | −28   | 31  |                                           |                             |
| 13  | Obra Zbąszyń                 | 30 | 7  | 8 | 15 | 47     | 69     | −22   | 29  | Przeniesienie do grupy wielkopolskiej III | OZB – HMI 1:1 HMI – OZB 1:1 |
| 14  | Orkan Konarzewo              | 30 | 8  | 5 | 17 | 52     | 82     | −30   | 29  | Przeniesienie do grupy wielkopolskiej III | OZB – HMI 1:1 HMI – OZB 1:1 |
| 15  | Huragan Michorzewo (S)       | 30 | 7  | 4 | 19 | 36     | 96     | −60   | 25  | Spadek do klasy A                         |                             |
| 16  | Polonia Nowy Tomyśl1         | 30 | 1  | 3 | 26 | 13     | 111    | −98   | 6   | Drużyna wycofana                          |                             |

### Grupa wielkopolska III

#### Drużyny
| Uczestnicy poprzedniej edycji                                                                                 | Uczestnicy poprzedniej edycji | Uczestnicy poprzedniej edycji | Uczestnicy poprzedniej edycji |
| --- | ----------------------------- | ----------------------------- | ----------------------------- |
| grupa wielkopolska IV                                                                                         |                               |                               |                               |
| TRZ | Zjednoczeni Trzemeszno        | 21                            |                               |
| GKS | GKS Sompolno                  | 3                             |                               |
| WDO | Warta Dobrów                  | 4                             |                               |
| ORK | Orzeł Kawęczyn                | 5                             |                               |
| GRZ | Orzeł Grzegorzew              | 6                             |                               |
| TUT | Tulisia Tuliszków             | 7                             |                               |
| BRU | Kasztelania Brudzew           | 8                             |                               |
| CKS | CKS Zbiersk                   | 9                             |                               |
| COS | Czarni Ostrowite              | 10                            |                               |
| ZRY | Zjednoczeni Rychwał           | 11                            |                               |
| ŚLE | LKS Ślesin                    | 12                            |                               |
| SLS | Strażak Licheń Stary          | 13                            |                               |
| Spadek z IV ligi 2021/2022                                                                                    |                               |                               |                               |
| grupa wielkopolska                                                                                            |                               |                               |                               |
| WIW | Wilki Wilczyn                 | -2                            |                               |
| Spadek z V ligi 2021/2022                                                                                     |                               |                               |                               |
| grupa wielkopolska II                                                                                         |                               |                               |                               |
| VWK | Vitcovia Witkowo              | 14                            |                               |
| Awans z klasy A 2021/2022                                                                                     |                               |                               |                               |
| grupa wielkopolska V                                                                                          |                               |                               |                               |
| BPR | Baszta Przedecz               | 1                             |                               |
| OZA | Orły Zagórów                  | 2                             |                               |
| Oznaczenia: - kolumna pierwsza – skróty nazw drużyn, - kolumna trzecia – miejsce zajęte w poprzednim sezonie. |                               |                               |                               |

Objaśnienia:
1. Zjednoczeni Trzemeszno przegrało baraże o awans do V ligi z Koroną Wilkowice.
2. Wilki Wilczyn wycofał się po rundzie jesiennej poprzedniego sezonu z IV ligi, po czym ich wyniki zostały anulowane.

#### Tabela
| Lp. | Drużyna                    | M  | Z  | R  | P  | Bramki | Bramki | Różn. | Pkt | Uwagi                                    | Bezpośrednio                |
| --- | -------------------------- | -- | -- | -- | -- | ------ | ------ | ----- | --- | ---------------------------------------- | --------------------------- |
| 1   | LKS Ślesin (M) (A)         | 30 | 26 | 3  | 1  | 128    | 18     | +110  | 81  | Awans do V ligi                          |                             |
| 2   | Zjednoczeni Trzemeszno (B) | 30 | 24 | 1  | 5  | 102    | 35     | +67   | 73  | Baraże o awans do V ligi                 |                             |
| 3   | GKS Sompolno               | 30 | 19 | 8  | 3  | 83     | 30     | +53   | 65  | Przeniesienie do grupy wielkopolskiej VI |                             |
| 4   | Orzeł Kawęczyn             | 30 | 18 | 6  | 6  | 78     | 49     | +29   | 60  | Przeniesienie do grupy wielkopolskiej VI |                             |
| 5   | Czarni Ostrowite           | 30 | 15 | 7  | 8  | 72     | 41     | +31   | 52  | Przeniesienie do grupy wielkopolskiej VI |                             |
| 6   | Tulisia Tuliszków          | 30 | 12 | 10 | 8  | 59     | 50     | +9    | 46  | Przeniesienie do grupy wielkopolskiej VI |                             |
| 7   | Warta Dobrów               | 30 | 13 | 4  | 13 | 56     | 54     | +2    | 43  | Przeniesienie do grupy wielkopolskiej VI |                             |
| 8   | Orły Zagórów               | 30 | 11 | 4  | 15 | 48     | 65     | −17   | 37  | Przeniesienie do grupy wielkopolskiej VI | OZA – SLS 4:2 SLS – OZA 3:1 |
| 9   | Strażak Licheń Stary       | 30 | 11 | 4  | 15 | 50     | 84     | −34   | 37  | Przeniesienie do grupy wielkopolskiej VI | OZA – SLS 4:2 SLS – OZA 3:1 |
| 10  | Kasztelania Brudzew        | 30 | 9  | 9  | 12 | 63     | 68     | −5    | 36  | Przeniesienie do grupy wielkopolskiej VI |                             |
| 11  | Zjednoczeni Rychwał        | 30 | 8  | 7  | 15 | 66     | 82     | −16   | 31  | Przeniesienie do grupy wielkopolskiej VI | ZRY – CKS 2:0 CKS – ZRY 2:1 |
| 12  | CKS Zbiersk                | 30 | 9  | 4  | 17 | 53     | 69     | −16   | 31  | Przeniesienie do grupy wielkopolskiej VI | ZRY – CKS 2:0 CKS – ZRY 2:1 |
| 13  | Orzeł Grzegorzew           | 30 | 7  | 7  | 16 | 55     | 69     | −14   | 28  | Przeniesienie do grupy wielkopolskiej VI |                             |
| 14  | Wilki Wilczyn              | 30 | 7  | 4  | 19 | 42     | 133    | −91   | 25  | Przeniesienie do grupy wielkopolskiej VI |                             |
| 15  | Baszta Przedecz (S)        | 30 | 5  | 5  | 20 | 36     | 79     | −43   | 20  | Spadek do klasy A                        |                             |
| 16  | Vitcovia Witkowo (S)       | 30 | 1  | 7  | 22 | 30     | 95     | −65   | 10  | Spadek do klasy A                        |                             |

### Grupa wielkopolska IV

#### Drużyny
| Uczestnicy poprzedniej edycji                                                                                 | Uczestnicy poprzedniej edycji | Uczestnicy poprzedniej edycji | Uczestnicy poprzedniej edycji |
| --- | ----------------------------- | ----------------------------- | ----------------------------- |
| grupa wielkopolska III                                                                                        |                               |                               |                               |
| AVI | Avia Kamionki                 | 3                             |                               |
| LSW | Lider Swarzędz                | 4                             |                               |
| LCI | LZS Cielcza                   | 5                             |                               |
| UKS | UKS Śrem                      | 6                             |                               |
| POP | Polonia Poznań                | 7                             |                               |
| ŻER | GKS Żerków                    | 8                             |                               |
| MOS | 1920 Mosina                   | 9                             |                               |
| CLE | Clescevia Kleszczewo          | 12                            |                               |
| L97 | Lotnik-1997 Poznań            | 13                            |                               |
| grupa wielkopolska V                                                                                          |                               |                               |                               |
| WBW | Wisła Borek Wielkopolski      | 3                             |                               |
| JAR | GKS Jaraczewo                 | 7                             |                               |
| LSO | LZS Stare Oborzyska           | 11                            |                               |
| Spadek z V ligi 2021/2022                                                                                     |                               |                               |                               |
| grupa wielkopolska I                                                                                          |                               |                               |                               |
| TWI | TPS Winogrady                 | 15                            |                               |
| grupa wielkopolska III                                                                                        |                               |                               |                               |
| RAC | PKS Racot                     | 15                            |                               |
| Awans z klasy A 2021/2022                                                                                     |                               |                               |                               |
| grupa wielkopolska IV                                                                                         |                               |                               |                               |
| PKW | Pogoń Książ Wielkopolski      | 2                             |                               |
| grupa wielkopolska VII                                                                                        |                               |                               |                               |
| ZDO | Zawisza Dolsk                 | 2                             |                               |
| Oznaczenia: - kolumna pierwsza – skróty nazw drużyn, - kolumna trzecia – miejsce zajęte w poprzednim sezonie. |                               |                               |                               |

#### Tabela
| Lp. | Drużyna                  | M  | Z  | R | P  | Bramki | Bramki | Różn. | Pkt | Uwagi                                     | Bezpośrednio                |
| --- | ------------------------ | -- | -- | - | -- | ------ | ------ | ----- | --- | ----------------------------------------- | --------------------------- |
| 1   | Avia Kamionki (M) (A)    | 30 | 28 | 2 | 0  | 132    | 31     | +101  | 86  | Awans do V ligi                           |                             |
| 2   | LZS Cielcza (B)          | 30 | 21 | 3 | 6  | 68     | 48     | +20   | 66  | Baraże o awans do V ligi                  |                             |
| 3   | Polonia Poznań           | 30 | 19 | 4 | 7  | 83     | 53     | +30   | 61  | Przeniesienie do grupy wielkopolskiej II  |                             |
| 4   | PKS Racot                | 30 | 14 | 8 | 8  | 47     | 38     | +9    | 50  | Przeniesienie do grupy wielkopolskiej III |                             |
| 5   | TPS Winogrady            | 30 | 14 | 4 | 12 | 84     | 60     | +24   | 46  | Przeniesienie do grupy wielkopolskiej II  |                             |
| 6   | Wisła Borek Wielkopolski | 30 | 11 | 8 | 11 | 56     | 43     | +13   | 41  |                                           |                             |
| 7   | Lider Swarzędz           | 30 | 12 | 4 | 14 | 58     | 60     | −2    | 40  | Przeniesienie do grupy wielkopolskiej II  | LSW – CLE 3:0 CLE – LSW 2:3 |
| 8   | Clescevia Kleszczewo     | 30 | 12 | 4 | 14 | 62     | 54     | +8    | 40  | Przeniesienie do grupy wielkopolskiej II  | LSW – CLE 3:0 CLE – LSW 2:3 |
| 9   | GKS Jaraczewo            | 30 | 11 | 6 | 13 | 56     | 64     | −8    | 39  |                                           |                             |
| 10  | UKS Śrem                 | 30 | 11 | 4 | 15 | 54     | 63     | −9    | 37  | Przeniesienie do grupy wielkopolskiej III |                             |
| 11  | GKS Żerków               | 30 | 10 | 6 | 14 | 41     | 58     | −17   | 36  | Przeniesienie do grupy wielkopolskiej V   |                             |
| 12  | 1920 Mosina              | 30 | 10 | 4 | 16 | 47     | 52     | −5    | 34  | Przeniesienie do grupy wielkopolskiej III |                             |
| 13  | Zawisza Dolsk            | 30 | 8  | 8 | 14 | 52     | 69     | −17   | 32  |                                           |                             |
| 14  | Pogoń Książ Wielkopolski | 30 | 6  | 9 | 15 | 43     | 65     | −22   | 27  | Przeniesienie do grupy wielkopolskiej III |                             |
| 15  | Lotnik-1997 Poznań (S)   | 30 | 7  | 5 | 18 | 49     | 97     | −48   | 26  | Spadek do klasy A                         |                             |
| 16  | LZS Stare Oborzyska (S)  | 30 | 6  | 1 | 23 | 35     | 112    | −77   | 19  | Spadek do klasy A                         |                             |

### Grupa wielkopolska V

#### Drużyny
| Uczestnicy poprzedniej edycji                                                                                 | Uczestnicy poprzedniej edycji | Uczestnicy poprzedniej edycji | Uczestnicy poprzedniej edycji |
| --- | ----------------------------- | ----------------------------- | ----------------------------- |
| grupa wielkopolska V                                                                                          |                               |                               |                               |
| KWI | Korona Wilkowice              | 21                            |                               |
| RYD | Rydzyniak Rydzyna             | 4                             |                               |
| PŚM | Pogoń Śmigiel                 | 5                             |                               |
| PKR | Promień Krzywiń               | 6                             |                               |
| MTS | MTS Pawłowice                 | 8                             |                               |
| PDP | Pelikan Dębno Polskie         | 9                             |                               |
| PĘP | Dąbroczanka Pępowo            | 10                            |                               |
| SCH | Sokół Chwałkowo               | 12                            |                               |
| TOO | Tęcza/Osa Osieczna            | 13                            |                               |
| MGÓ | Sparta Miejska Górka          | 14                            |                               |
| grupa wielkopolska II                                                                                         |                               |                               |                               |
| DKĘ | Dąb Kębłowo                   | 9                             |                               |
| SKA | Sokół Kaszczor                | 13                            |                               |
| Awans z klasy A 2021/2022                                                                                     |                               |                               |                               |
| grupa wielkopolska VI                                                                                         |                               |                               |                               |
| BWI | Brenewia Wijewo               | 1                             |                               |
| grupa wielkopolska VII                                                                                        |                               |                               |                               |
| SAR | Sarnowianka Sarnowa           | 1                             |                               |
| grupa wielkopolska VIII                                                                                       |                               |                               |                               |
| ORJ | Orla Jutrosin                 | 1                             |                               |
| APA | Awdaniec Pakosław             | 2                             |                               |
| Oznaczenia: - kolumna pierwsza – skróty nazw drużyn, - kolumna trzecia – miejsce zajęte w poprzednim sezonie. |                               |                               |                               |

Objaśnienia:
1. Korona Wilkowice pomimo wygrania baraży o awans do V ligi zrezygnowała z awansu[5].

#### Tabela
| Lp. | Drużyna                    | M  | Z  | R | P  | Bramki | Bramki | Różn. | Pkt | Uwagi                                                              | Bezpośrednio                                                   |
| --- | -------------------------- | -- | -- | - | -- | ------ | ------ | ----- | --- | ------------------------------------------------------------------ | -------------------------------------------------------------- |
| 1   | Dąbroczanka Pępowo (M) (A) | 30 | 24 | 2 | 4  | 112    | 32     | +80   | 74  | Awans do V ligi                                                    |                                                                |
| 2   | Pogoń Śmigiel (B)          | 30 | 21 | 3 | 6  | 78     | 38     | +40   | 66  | Baraże o awans do V ligi Przeniesienie do grypy wielkopolskiej III |                                                                |
| 3   | Promień Krzywiń            | 30 | 18 | 4 | 8  | 72     | 42     | +30   |     | Przeniesienie do grupy wielkopolskiej IV                           |                                                                |
| 4   | Brenewia Wijewo            | 30 | 15 | 3 | 12 | 84     | 61     | +23   | 48  | Przeniesienie do grupy wielkopolskiej IV                           | BWI: 9 pkt, różn. +7 RYD: 6 pkt, różn. +1 MTS: 3 pkt, różn. -8 |
| 5   | Rydzyniak Rydzyna          | 30 | 15 | 3 | 12 | 59     | 55     | +4    | 48  | Przeniesienie do grupy wielkopolskiej IV                           | BWI: 9 pkt, różn. +7 RYD: 6 pkt, różn. +1 MTS: 3 pkt, różn. -8 |
| 6   | MTS Pawłowice              | 30 | 14 | 6 | 10 | 59     | 52     | +7    | 48  | Przeniesienie do grupy wielkopolskiej IV                           | BWI: 9 pkt, różn. +7 RYD: 6 pkt, różn. +1 MTS: 3 pkt, różn. -8 |
| 7   | Sparta Miejska Górka       | 30 | 15 | 2 | 13 | 51     | 46     | +5    | 47  | Przeniesienie do grupy wielkopolskiej IV                           |                                                                |
| 8   | Sarnowianka Sarnowa        | 30 | 13 | 6 | 11 | 57     | 61     | −4    | 45  | Przeniesienie do grupy wielkopolskiej IV                           | SAR: 7 pkt, różn. 0 KWI: 6 pkt, różn. +5 APA: 4 pkt, różn. -5  |
| 9   | Korona Wilkowice1          | 30 | 14 | 6 | 10 | 68     | 51     | +17   | 45  | Przeniesienie do grupy wielkopolskiej IV                           | SAR: 7 pkt, różn. 0 KWI: 6 pkt, różn. +5 APA: 4 pkt, różn. -5  |
| 10  | Awdaniec Pakosław          | 30 | 13 | 6 | 11 | 68     | 75     | −7    | 45  | Przeniesienie do grupy wielkopolskiej IV                           | SAR: 7 pkt, różn. 0 KWI: 6 pkt, różn. +5 APA: 4 pkt, różn. -5  |
| 11  | Orla Jutrosin              | 30 | 12 | 3 | 15 | 60     | 74     | −14   | 39  | Przeniesienie do grupy wielkopolskiej IV                           |                                                                |
| 12  | Dąb Kębłowo                | 30 | 11 | 3 | 16 | 57     | 52     | +5    | 36  | Przeniesienie do grupy wielkopolskiej III                          |                                                                |
| 13  | Sokół Kaszczor             | 30 | 10 | 5 | 15 | 60     | 80     | −20   | 35  | Przeniesienie do grupy wielkopolskiej IV                           |                                                                |
| 14  | Sokół Chwałkowo            | 30 | 8  | 3 | 19 | 44     | 89     | −45   | 27  | Przeniesienie do grupy wielkopolskiej IV                           |                                                                |
| 15  | Tęcza/Osa Osieczna (S)     | 30 | 4  | 2 | 24 | 51     | 112    | −61   | 14  | Spadek do klasy A                                                  |                                                                |
| 16  | Pelikan Dębno Polskie (S)  | 30 | 4  | 1 | 25 | 34     | 94     | −60   | 13  | Spadek do klasy A                                                  |                                                                |

### Grupa wielkopolska VI

#### Drużyny
| Uczestnicy poprzedniej edycji                                                                                 | Uczestnicy poprzedniej edycji | Uczestnicy poprzedniej edycji | Uczestnicy poprzedniej edycji |
| --- | ----------------------------- | ----------------------------- | ----------------------------- |
| grupa wielkopolska VI                                                                                         |                               |                               |                               |
| PGP | Pelikan Grabów nad Prosną     | 21                            |                               |
| GGR | GKS Grębanin                  | 3                             |                               |
| ZKO | Zieloni Koźminek              | 4                             |                               |
| KPS | KP Słupia                     | 5                             |                               |
| MVK | Masovia Kraszewice            | 6                             |                               |
| POP | Płomień Opatów                | 7                             |                               |
| LDO | LZS Doruchów                  | 8                             |                               |
| ODO | Odolanovia Odolanów           | 9                             |                               |
| OŁĄ | Ogniwo Łąkociny               | 10                            |                               |
| SZS | Szczyt Szczytniki             | 11                            |                               |
| OPA | KS Opatówek                   | 12                            |                               |
| grupa wielkopolska III                                                                                        |                               |                               |                               |
| JW2 | Jarota II Witaszyce           | 11                            |                               |
| Spadek z V ligi 2021/2022                                                                                     |                               |                               |                               |
| grupa wielkopolska III                                                                                        |                               |                               |                               |
| PLE | Stal Pleszew                  | 15                            |                               |
| Awans z klasy A 2021/2022                                                                                     |                               |                               |                               |
| grupa wielkopolska IX                                                                                         |                               |                               |                               |
| JAN | LKS Jankowy                   | 1                             |                               |
| BJP | Barycz Janków Przygodzki      | 2                             |                               |
| Oznaczenia: - kolumna pierwsza – skróty nazw drużyn, - kolumna trzecia – miejsce zajęte w poprzednim sezonie. |                               |                               |                               |

Objaśnienia:
1. Pelikan Grabów nad Prosną przegrał baraże o awans do V ligi z Kłosem Budzyń.

#### Tabela
| Lp. | Drużyna                           | M  | Z  | R | P  | Bramki | Bramki | Różn. | Pkt | Uwagi                                                            | Bezpośrednio                |
| --- | --------------------------------- | -- | -- | - | -- | ------ | ------ | ----- | --- | ---------------------------------------------------------------- | --------------------------- |
| 1   | Pelikan Grabów nad Prosną (M) (A) | 28 | 22 | 3 | 3  | 89     | 31     | +58   | 69  | Awans do V ligi                                                  |                             |
| 2   | KP Słupia (B)                     | 28 | 17 | 5 | 6  | 70     | 50     | +20   | 56  | Baraże o awans do V ligi Przeniesienie do grypy wielkopolskiej V |                             |
| 3   | GKS Grębanin                      | 28 | 17 | 4 | 7  | 61     | 42     | +19   | 55  | Przeniesienie do grupy wielkopolskiej V                          |                             |
| 4   | LKS Jankowy                       | 28 | 16 | 3 | 9  | 52     | 42     | +10   | 51  | Przeniesienie do grupy wielkopolskiej V                          |                             |
| 5   | Stal Pleszew                      | 28 | 15 | 5 | 8  | 65     | 41     | +24   | 50  | Przeniesienie do grupy wielkopolskiej V                          |                             |
| 6   | Zieloni Koźminek                  | 28 | 11 | 8 | 9  | 49     | 44     | +5    | 41  |                                                                  |                             |
| 7   | KS Opatówek                       | 28 | 12 | 4 | 12 | 45     | 55     | −10   | 40  | Przeniesienie do grupy wielkopolskiej V                          |                             |
| 8   | Jarota II Witaszyce1              | 28 | 11 | 1 | 16 | 69     | 60     | +9    | 34  | Drużyna wycofana                                                 | JW2 – OŁĄ 8:0 OŁĄ – JW2 3:1 |
| 9   | Ogniwo Łąkociny                   | 28 | 10 | 4 | 14 | 48     | 55     | −7    | 34  | Przeniesienie do grupy wielkopolskiej V                          | JW2 – OŁĄ 8:0 OŁĄ – JW2 3:1 |
| 10  | Odolanovia Odolanów               | 28 | 9  | 5 | 14 | 43     | 54     | −11   | 32  | Przeniesienie do grupy wielkopolskiej V                          |                             |
| 11  | Szczyt Szczytniki                 | 28 | 8  | 4 | 16 | 48     | 87     | −39   | 28  |                                                                  | SZS – BJP 4:2 BJP – SZS 0:6 |
| 12  | Barycz Janków Przygodzki          | 28 | 8  | 4 | 16 | 63     | 82     | −19   | 28  | Przeniesienie do grupy wielkopolskiej V                          | SZS – BJP 4:2 BJP – SZS 0:6 |
| 13  | LZS Doruchów                      | 28 | 7  | 6 | 15 | 47     | 58     | −11   | 27  | Przeniesienie do grupy wielkopolskiej V                          | LDO – POP 2:1 POP – LDO 1:5 |
| 14  | Płomień Opatów                    | 28 | 6  | 9 | 13 | 53     | 67     | −14   | 27  | Przeniesienie do grupy wielkopolskiej V                          | LDO – POP 2:1 POP – LDO 1:5 |
| 15  | Masovia Kraszewice (S)            | 28 | 7  | 3 | 18 | 42     | 76     | −34   | 24  | Spadek do klasy A                                                |                             |

### Baraże o awans do V ligi
W barażach o awans do V ligi brali udział wicemistrzowie 6 grup wielkopolskich klasy okręgowych, którzy zostali rozlosowani do 3 par. Zwycięzcy tychże par awansowali do V ligi na sezon 2023/2024.
| 24 czerwca 2023 16:00 | Zjednoczeni Trzemeszno · ?' ? | 1:0(?:0) | Sparta Szamotuły |  |
|                       |                               |          |                  |  |

| 27 czerwca 2023 18:00 | Sparta Szamotuły · ?' ? | 1:2(?:?) | Zjednoczeni Trzemeszno · ?' ? · ?' ? |  |
|                       |                         |          |                                      |  |

Zwycięzca: Zjednoczeni Trzemeszno
| 24 czerwca 2023 16:00 | LZS Cielcza · ?' ? · ?' ? · ?' ? · ?' ? · ?' ? | 5:2(?:?) | Pogoń Śmigiel · ?' ? · ?' ? |  |
|                       |                                                |          |                             |  |

| 28 czerwca 2023 17:30 | Pogoń Śmigiel · ?' ? | 1:0(?:0) | LZS Cielcza |  |
|                       |                      |          |             |  |

Zwycięzca: LZS Cielcza
| 25 czerwca 2023 11:00 | KP Słupia · ?' ? | 1:1(?:?) | KP Piła · ?' ? |  |
|                       |                  |          |                |  |

| 28 czerwca 2023 17:30 | KP Piła · ?' ? · ?' ? · ?' ? · ?' ? | 4:2(?:?) | KP Słupia · ?' ? · ?' ? |  |
|                       |                                     |          |                         |  |

Zwycięzca: KP Piła

## Województwo zachodniopomorskie

### Grupa zachodniopomorska I

#### Drużyny
| Uczestnicy poprzedniej edycji                                                                                 | Uczestnicy poprzedniej edycji | Uczestnicy poprzedniej edycji | Uczestnicy poprzedniej edycji |
| --- | ----------------------------- | ----------------------------- | ----------------------------- |
| grupa zachodniopomorska I                                                                                     |                               |                               |                               |
| REG | Rega Trzebiatów               | 21                            |                               |
| GRY | Gryf Kamień Pomorski          | 3                             |                               |
| AST | Astra Ustronie Morskie        | 4                             |                               |
| IGO | Iskra Golczewo                | 5                             |                               |
| PŚW | Prawobrzeże Świnoujście       | 6                             |                               |
| KO2 | Kotwica II Kołobrzeg          | 7                             |                               |
| SPG | Sparta Gryfice                | 8                             |                               |
| JAD | Jantar Dziwnów                | 9                             |                               |
| MEW | Mewa Resko                    | 10                            |                               |
| PPŁ | Polonia Płoty                 | 11                            |                               |
| POM | Pomorzanin Sławoborze         | 132                           |                               |
| grupa zachodniopomorska IV                                                                                    |                               |                               |                               |
| SDO | Sarmata Dobra                 | 7                             |                               |
| Spadek z IV ligi 2021/2022                                                                                    |                               |                               |                               |
| grupa zachodniopomorska                                                                                       |                               |                               |                               |
| GOL | Ina Goleniów                  | 14                            |                               |
| Awans z klasy A 2021/2022                                                                                     |                               |                               |                               |
| grupa zachodniopomorska I                                                                                     |                               |                               |                               |
| OŁO | Orzeł Łożnica                 | 1                             |                               |
| grupa zachodniopomorska VII                                                                                   |                               |                               |                               |
| AKK | AP Kotwica Kołobrzeg          | 1                             |                               |
| PŁO | Płomień Myślino               | 23                            |                               |
| Oznaczenia: - kolumna pierwsza – skróty nazw drużyn, - kolumna trzecia – miejsce zajęte w poprzednim sezonie. |                               |                               |                               |

Objaśnienia:
1. Rega Trzebiatów przegrał baraże o awans do IV ligi z Błękitnymi II Stargard.
2. Pomorzanin Sławoborze wygrał baraże o utrzymanie w klasie okręgowej z Polonią Giżyn.
3. Płomień Myślino wygrał baraże o awans do klasy okręgowej z Błękitnymi Pomierzyn.

#### Tabela
| Lp. | Drużyna                  | M  | Z  | R | P  | Bramki | Bramki | Różn. | Pkt | Uwagi                                          | Bezpośrednio |
| --- | ------------------------ | -- | -- | - | -- | ------ | ------ | ----- | --- | ---------------------------------------------- | ------------ |
| 1   | Ina Goleniów (M) (A)     | 30 | 28 | 0 | 2  | 136    | 26     | +110  | 84  | Awans do IV ligi                               |              |
| 2   | Gryf Kamień Pomorski (B) | 30 | 24 | 2 | 4  | 155    | 28     | +127  | 74  | Baraże o awans do IV ligi                      |              |
| 3   | Rega Trzebiatów          | 30 | 22 | 3 | 5  | 109    | 39     | +70   | 69  |                                                |              |
| 4   | Sparta Gryfice           | 30 | 21 | 2 | 7  | 94     | 33     | +61   | 65  |                                                |              |
| 5   | Orzeł Łożnica            | 30 | 17 | 6 | 7  | 71     | 46     | +25   | 57  |                                                |              |
| 6   | Jantar Dziwnów           | 30 | 16 | 4 | 10 | 87     | 61     | +26   | 52  |                                                |              |
| 7   | Kotwica II Kołobrzeg1    | 30 | 16 | 2 | 12 | 123    | 65     | +58   | 50  | Drużyna wycofana                               |              |
| 8   | Iskra Golczewo           | 30 | 13 | 2 | 15 | 65     | 70     | −5    | 41  |                                                |              |
| 9   | Prawobrzeże Świnoujście  | 30 | 12 | 3 | 15 | 60     | 73     | −13   | 39  |                                                |              |
| 10  | Astra Ustronie Morskie   | 30 | 11 | 3 | 16 | 61     | 72     | −11   | 36  | Przeniesienie do grupy zachodniopomorskiej III |              |
| 11  | Sarmata Dobra            | 30 | 11 | 2 | 17 | 65     | 80     | −15   | 35  |                                                |              |
| 12  | AP Kotwica Kołobrzeg     | 30 | 10 | 3 | 17 | 48     | 87     | −39   | 33  | Przeniesienie do grupy zachodniopomorskiej III |              |
| 13  | Pomorzanin Sławoborze    | 30 | 9  | 3 | 18 | 51     | 126    | −75   | 30  | Przeniesienie do grupy zachodniopomorskiej III |              |
| 14  | Polonia Płoty1 (B)       | 30 | 7  | 3 | 20 | 75     | 107    | −32   | 24  | Baraże o utrzymanie                            |              |
| 15  | Mewa Resko (S)           | 30 | 3  | 2 | 25 | 38     | 126    | −88   | 11  | Spadek do klasy A                              |              |
| 16  | Płomień Myślino (S)      | 30 | 0  | 0 | 30 | 30     | 229    | −199  | 0   | Spadek do klasy A                              |              |

### Grupa zachodniopomorska II

#### Drużyny
| Uczestnicy poprzedniej edycji                                                                                 | Uczestnicy poprzedniej edycji | Uczestnicy poprzedniej edycji | Uczestnicy poprzedniej edycji |
| --- | ----------------------------- | ----------------------------- | ----------------------------- |
| CHO | Odra Chojna                   | 21                            |                               |
| OMY | Osadnik Myślibórz             | 3                             |                               |
| ARS | Arkonia Szczecin              | 4                             |                               |
| MOR | Morzycko Moryń                | 5                             |                               |
| EHR | Ehrle Dobra                   | 7                             |                               |
| SSZ | Stal Szczecin                 | 8                             |                               |
| IBA | Iskra Banie                   | 9                             |                               |
| ŁWI | Łabędź Widuchowa              | 10                            |                               |
| MMI | Mierzynianka Mierzyn          | 12                            |                               |
| Spadek z IV ligi 2021/2022                                                                                    |                               |                               |                               |
| grupa zachodniopomorska                                                                                       |                               |                               |                               |
| JZA | Jeziorak Załom                | 16                            |                               |
| Awans z klasy A 2021/2022                                                                                     |                               |                               |                               |
| grupa zachodniopomorska II                                                                                    |                               |                               |                               |
| OGR | Orzeł Grzędzice               | 1                             |                               |
| grupa zachodniopomorska III                                                                                   |                               |                               |                               |
| KPP | KP Przecław                   | 1                             |                               |
| KMA | Kasta Majowe                  | 2                             |                               |
| grupa zachodniopomorska IV                                                                                    |                               |                               |                               |
| OBA | Ogniwo Babinek                | 1                             |                               |
| grupa zachodniopomorska VI                                                                                    |                               |                               |                               |
| RNA | Rurzyca Nawodna               | 1                             |                               |
| CED | Czcibor Cedynia               | 23                            |                               |
| Oznaczenia: - kolumna pierwsza – skróty nazw drużyn, - kolumna trzecia – miejsce zajęte w poprzednim sezonie. |                               |                               |                               |

Objaśnienia:
1. Odra Chojna przegrała baraże o awans do IV ligi z Regą Trzebiatów.
2. Kasta Majowe wygrała baraże o awans do klasy okręgowej z Masovią Maszewo.
3. Czcibor Cedynia wygrał baraże o awans do klasy okręgowej ze Stalą Lipiany.

#### Tabela
| Lp. | Drużyna              | M  | Z  | R | P  | Bramki | Bramki | Różn. | Pkt | Uwagi                                        | Bezpośrednio                |
| --- | -------------------- | -- | -- | - | -- | ------ | ------ | ----- | --- | -------------------------------------------- | --------------------------- |
| 1   | Odra Chojna (M) (A)  | 30 | 28 | 0 | 2  | 122    | 25     | +97   | 84  | Awans do IV ligi                             |                             |
| 2   | Arkonia Szczecin (B) | 30 | 20 | 2 | 8  | 89     | 38     | +51   | 62  | Baraże o awans do IV ligi                    |                             |
| 3   | Jeziorak Załom       | 30 | 19 | 2 | 9  | 107    | 47     | +60   | 59  |                                              |                             |
| 4   | Stal Szczecin        | 30 | 18 | 4 | 8  | 65     | 32     | +33   | 58  |                                              |                             |
| 5   | Iskra Banie          | 30 | 18 | 2 | 10 | 87     | 54     | +33   | 56  |                                              |                             |
| 6   | Osadnik Myślibórz    | 30 | 17 | 4 | 9  | 80     | 47     | +33   | 55  |                                              |                             |
| 7   | Mierzynianka Mierzyn | 30 | 15 | 2 | 13 | 82     | 49     | +33   | 47  |                                              |                             |
| 8   | Kasta Majowe         | 30 | 14 | 4 | 12 | 63     | 59     | +4    | 46  |                                              |                             |
| 9   | Rurzyca Nawodna      | 30 | 14 | 3 | 13 | 60     | 76     | −16   | 45  |                                              |                             |
| 10  | KP Przecław          | 30 | 12 | 5 | 13 | 52     | 63     | −11   | 41  |                                              |                             |
| 11  | Ehrle Dobra1         | 29 | 11 | 4 | 14 | 51     | 68     | −17   | 37  |                                              |                             |
| 12  | Orzeł Grzędzice      | 30 | 9  | 5 | 16 | 53     | 83     | −30   | 32  | Przeniesienie do grupy zachodniopomorskiej I |                             |
| 13  | Morzycko Moryń       | 30 | 8  | 1 | 21 | 34     | 93     | −59   | 25  |                                              |                             |
| 14  | Czcibor Cedynia (B)  | 30 | 6  | 5 | 19 | 33     | 88     | −55   | 23  | Baraże o utrzymanie                          | CED – ŁWI 3:0 ŁWI – CED 2:4 |
| 15  | Łabędź Widuchowa (S) | 30 | 7  | 2 | 21 | 37     | 102    | −65   | 23  | Spadek do klasy A                            | CED – ŁWI 3:0 ŁWI – CED 2:4 |
| 16  | Ogniwo Babinek1 (S)  | 29 | 0  | 1 | 28 | 28     | 119    | −91   | 1   | Spadek do klasy A                            |                             |

### Grupa zachodniopomorska III

#### Drużyny
| Uczestnicy poprzedniej edycji                                                                                 | Uczestnicy poprzedniej edycji | Uczestnicy poprzedniej edycji | Uczestnicy poprzedniej edycji |
| --- | ----------------------------- | ----------------------------- | ----------------------------- |
| WIE | Wiekowianka Wiekowo           | 21                            |                               |
| SŁA | Sława Sławno                  | 3                             |                               |
| GTY | Głaz Tychowo                  | 4                             |                               |
| BAJ | Bajgiel Będzino               | 5                             |                               |
| VSI | Victoria Sianów               | 6                             |                               |
| POL | Gryf Polanów                  | 7                             |                               |
| WBI | Wybrzeże Biesiekierz          | 8                             |                               |
| WWR | Wrzos Wrześnica               | 9                             |                               |
| BIA | Iskra Białogard               | 10                            |                               |
| ZGR | Zawisza Grzmiąca              | 11                            |                               |
| RBI | Radew Białogórzyno            | 12                            |                               |
| Spadek z IV ligi 2021/2022                                                                                    |                               |                               |                               |
| grupa zachodniopomorska                                                                                       |                               |                               |                               |
| DDA | Darłovia Darłowo              | 15                            |                               |
| LEM | Leśnik Manowo                 | 17                            |                               |
| KAR | Sokół Karlino                 | 19                            |                               |
| ZEW | Zefir Wyszewo                 | 20                            |                               |
| Awans z klasy A 2021/2022                                                                                     |                               |                               |                               |
| grupa zachodniopomorska VII                                                                                   |                               |                               |                               |
| USI | Unia Sieciemin                | 1                             |                               |
| Oznaczenia: - kolumna pierwsza – skróty nazw drużyn, - kolumna trzecia – miejsce zajęte w poprzednim sezonie. |                               |                               |                               |

Objaśnienia:
1. Wiekowianka Wiekowo przegrała baraże o awans do IV ligi z Regą Trzebiatów.

#### Tabela
| Lp. | Drużyna                  | M  | Z  | R | P  | Bramki | Bramki | Różn. | Pkt | Uwagi                     | Bezpośrednio                |
| --- | ------------------------ | -- | -- | - | -- | ------ | ------ | ----- | --- | ------------------------- | --------------------------- |
| 1   | Darłovia Darłowo (M) (A) | 30 | 26 | 1 | 3  | 147    | 20     | +127  | 79  | Awans do IV ligi          |                             |
| 2   | Leśnik Manowo (B)        | 30 | 24 | 3 | 3  | 106    | 18     | +88   | 75  | Baraże o awans do IV ligi |                             |
| 3   | Sława Sławno             | 30 | 20 | 4 | 6  | 56     | 35     | +21   | 64  |                           |                             |
| 4   | Wiekowianka Wiekowo      | 30 | 18 | 7 | 5  | 81     | 42     | +39   | 61  |                           |                             |
| 5   | Wybrzeże Biesiekierz     | 30 | 16 | 5 | 9  | 64     | 45     | +19   | 53  |                           |                             |
| 6   | Zefir Wyszewo            | 30 | 15 | 6 | 9  | 69     | 48     | +21   | 51  |                           |                             |
| 7   | Victoria Sianów          | 30 | 13 | 5 | 12 | 73     | 58     | +15   | 44  |                           |                             |
| 8   | Iskra Białogard          | 30 | 11 | 7 | 12 | 58     | 58     | 0     | 40  |                           |                             |
| 9   | Sokół Karlino            | 30 | 11 | 6 | 13 | 78     | 82     | −4    | 39  |                           |                             |
| 10  | Bajgiel Będzino          | 30 | 10 | 7 | 13 | 52     | 82     | −30   | 37  |                           |                             |
| 11  | Głaz Tychowo             | 30 | 9  | 2 | 19 | 46     | 78     | −32   | 29  |                           |                             |
| 12  | Gryf Polanów             | 30 | 7  | 7 | 16 | 42     | 67     | −25   | 28  |                           |                             |
| 13  | Radew Białogórzyno       | 30 | 7  | 4 | 19 | 37     | 83     | −46   | 25  |                           |                             |
| 14  | Wrzos Wrześnica (B)      | 30 | 4  | 7 | 19 | 46     | 113    | −67   | 19  | Baraże o utrzymanie       | WWR – USI 6:1 USI – WWR 3:2 |
| 15  | Unia Sieciemin (S)       | 30 | 5  | 4 | 21 | 39     | 105    | −66   | 19  | Spadek do klasy A         | WWR – USI 6:1 USI – WWR 3:2 |
| 16  | Zawisza Grzmiąca (S)     | 30 | 3  | 7 | 20 | 31     | 91     | −60   | 16  | Spadek do klasy A         |                             |

### Grupa zachodniopomorska IV

#### Drużyny
| Uczestnicy poprzedniej edycji                                                                                 | Uczestnicy poprzedniej edycji | Uczestnicy poprzedniej edycji | Uczestnicy poprzedniej edycji |
| --- | ----------------------------- | ----------------------------- | ----------------------------- |
| grupa zachodniopomorska IV                                                                                    |                               |                               |                               |
| DOB | Zorza Dobrzany                | 21                            |                               |
| CKP | Calisia Kalisz Pomorski       | 3                             |                               |
| OZŁ | Olimp Złocieniec              | 4                             |                               |
| CZA | Lech Czaplinek                | 5                             |                               |
| PCW | Piast Chociwel                | 6                             |                               |
| INA | Ina Ińsko                     | 8                             |                               |
| DDP | Drawa Drawsko Pomorskie       | 9                             |                               |
| OBI | Orzeł Bierzwnik               | 10                            |                               |
| Ś63 | Światowid 63 Łobez            | 11                            |                               |
| KCZ | Korona Człopa                 | 12                            |                               |
| grupa zachodniopomorska II                                                                                    |                               |                               |                               |
| CRS | CRS Barlinek                  | 6                             |                               |
| UDO | Unia Dolice                   | 11                            |                               |
| Spadek z IV ligi 2021/2022                                                                                    |                               |                               |                               |
| grupa zachodniopomorska                                                                                       |                               |                               |                               |
| PPZ | Pogoń Połczyn Zdrój           | 18                            |                               |
| Awans z klasy A 2021/2022                                                                                     |                               |                               |                               |
| grupa zachodniopomorska V                                                                                     |                               |                               |                               |
| PEŁ | Kłos Pełczyce                 | 1                             |                               |
| grupa zachodniopomorska IX                                                                                    |                               |                               |                               |
| ORŁ | Orzeł Łubowo                  | 1                             |                               |
| grupa zachodniopomorska X                                                                                     |                               |                               |                               |
| SUL | Sokół Suliszewo               | 1                             |                               |
| Oznaczenia: - kolumna pierwsza – skróty nazw drużyn, - kolumna trzecia – miejsce zajęte w poprzednim sezonie. |                               |                               |                               |

Objaśnienia:
1. Zorza Dobrzany przegrała baraże o awans do IV ligi z Wiekowianką Wiekowo.

#### Tabela
| Lp. | Drużyna                 | M  | Z  | R | P  | Bramki | Bramki | Różn. | Pkt | Uwagi                                        | Bezpośrednio                |
| --- | ----------------------- | -- | -- | - | -- | ------ | ------ | ----- | --- | -------------------------------------------- | --------------------------- |
| 1   | Unia Dolice (M) (A)     | 30 | 21 | 4 | 5  | 62     | 25     | +37   | 67  | Awans do IV ligi                             |                             |
| 2   | Ina Ińsko (B)           | 30 | 20 | 6 | 4  | 77     | 33     | +44   | 66  | Baraże o awans do IV ligi                    |                             |
| 3   | CRS Barlinek            | 30 | 18 | 8 | 4  | 85     | 25     | +60   | 62  |                                              |                             |
| 4   | Olimp Złocieniec        | 30 | 16 | 8 | 6  | 67     | 37     | +30   | 56  | OZŁ – CKP 1:1 CKP – OZŁ 1:1                  |                             |
| 5   | Calisia Kalisz Pomorski | 30 | 16 | 8 | 6  | 63     | 36     | +27   | 56  | OZŁ – CKP 1:1 CKP – OZŁ 1:1                  |                             |
| 6   | Piast Chociwel          | 30 | 13 | 8 | 9  | 65     | 42     | +23   | 47  | Przeniesienie do grupy zachodniopomorskiej I | CHO – CZA 1:2 CZA – CHO 0:4 |
| 7   | Lech Czaplinek          | 30 | 13 | 8 | 9  | 71     | 54     | +17   | 47  |                                              | CHO – CZA 1:2 CZA – CHO 0:4 |
| 8   | Pogoń Połczyn Zdrój     | 30 | 13 | 5 | 12 | 50     | 41     | +9    | 44  |                                              |                             |
| 9   | Światowid 63 Łobez      | 30 | 12 | 4 | 14 | 53     | 51     | +2    | 40  | Przeniesienie do grupy zachodniopomorskiej I |                             |
| 10  | Zorza Dobrzany          | 30 | 10 | 7 | 13 | 64     | 64     | 0     | 37  |                                              |                             |
| 11  | Kłos Pełczyce           | 30 | 9  | 7 | 14 | 42     | 53     | −11   | 34  |                                              |                             |
| 12  | Korona Człopa           | 30 | 9  | 7 | 14 | 45     | 88     | −43   | 34  |                                              |                             |
| 13  | Orzeł Bierzwnik         | 30 | 9  | 2 | 19 | 46     | 79     | −33   | 29  |                                              |                             |
| 14  | Drawa Drawsko Pomorskie | 30 | 8  | 3 | 19 | 43     | 80     | −37   | 27  |                                              |                             |
| 15  | Sokół Suliszewo (B)     | 30 | 7  | 5 | 18 | 34     | 72     | −38   | 26  | Baraże o utrzymanie                          |                             |
| 16  | Orzeł Łubowo (S)        | 30 | 2  | 1 | 27 | 27     | 114    | −87   | 7   | Spadek do klasy A                            |                             |

### Baraże o awans do IV ligi
W barażach o awans do IV ligi brali udział wicemistrzowie 4 grup zachodniopomorskich klasy okręgowej, którzy zostali rozlosowani do 2 par. Zwycięzcy tychże par uzyskali możliwość gry w IV lidze na sezon 2023/2024.

#### I runda
| 17 czerwca 2023 15:00 | Ina Ińsko · ?'? | 1:2(?:?) | Leśnik Manowo · ?'? · ?'? |  |
|                       |                 |          |                           |  |

Awans do II rundy: Leśnik Manowo
| 17 czerwca 2023 17:00 | Gryf Kamień Pomorski · ?'? · ?'? · ?'? | 3:1(?:?) | Arkonia Szczecin · ?'? |  |
|                       |                                        |          |                        |  |

Awans do II rundy: Gryf Kamień Pomorski

#### II runda
| 24 czerwca 2023 16:00 | Gryf Kamień Pomorski · ?'? · ?'? · ?'? | 3:3 k. 6:7(?:?) | Chemik Police · ?'? · ?'? · ?'? |  |
|                       |                                        |                 |                                 |  |

Zwycięzca: Chemik Police
| 24 czerwca 2023 17:00 | Leśnik Manowo · ?'? | 1:1 k. 2:4(?:?) | MKP Szczecinek · ?'? |  |
|                       |                     |                 |                      |  |

Zwycięzca: MKP Szczecinek

### Baraże o utrzymanie w klasie okręgowej
W barażach o klasę okręgową zespoły z klasy okręgowej (3 najgorsze zespoły z miejsca 14. i najlepsza z miejsca 15. spośród 4 grup w woj. zachodniopomorskim) uczestniczyły od II rundy, do której awansowali zwycięzcy I rundy (wicemistrzowie 4 z 8 klas A). W II rundzie zespoły z klasy A zostały przydzielone do zespołów z klasy okręgowej. Zwycięzcy uzyskiwali prawo gry w klasie okręgowej w sezonie 2023/2024. 
| 24 czerwca 2023 17:00 | Masovia Maszewo · ?'? | 1:0(?:0) | Polonia Płoty |  |
|                       |                       |          |               |  |

Zwycięzca: Masovia Maszewo
| 24 czerwca 2023 18:00 | OKS Goleniów · ?'? · ?'? | 2:0(?:0) | Wrzos Wrześnica |  |
|                       |                          |          |                 |  |

Zwycięzca: OKS Goleniów
| 25 czerwca 2023 15:00 | GKS Kołbacz · ?'? · ?'? · ?'? · ?'? · ?'? · ?'? | 6:0(?:0) | Czcibor Cedynia |  |
|                       |                                                 |          |                 |  |

Zwycięzca: GKS Kołbacz
| 25 czerwca 2023 17:00 | Kluczevia II Stargard · ?'? | 1:2(?:?) | Sokół Suliszewo · ?'? · ?'? |  |
|                       |                             |          |                             |  |

Zwycięzca: Sokół Suliszewo